# Comuna Stara Huta, Seredîna-Buda
Stara Huta (în ucraineană Стара Гута) este o comună în raionul Seredîna-Buda, regiunea Sumî, Ucraina, formată din satele Havrîlova Sloboda, Havrîlove, Nova Huta, Stara Huta (reședința) și Vasîlivka.

## Demografie
Componența lingvistică a comunei Stara Huta
     Rusă (91,33%)
     Ucraineană (8,67%)
Conform recensământului din 2001, majoritatea populației comunei Stara Huta era vorbitoare de rusă (91,33%), existând în minoritate și vorbitori de ucraineană (8,67%).